# 斩鬼传
《钟馗斩鬼传》也叫斩鬼传，是清朝作家刘璋创作的小说，创作时间大约是康熙五十九年( 1703 )。全书共十回，剧情主要讲述钟馗在死后，被封为驱魔大神，并替人间剿灭鬼魅。故事背景在唐代德宗年间，内容用民间传说的钟馗斩鬼为题材来揭露和批判社会不良风气与人性弱点。里面白泽是钟馗的坐骑。而在《斩鬼传》之前，有另一位佚名写的《钟馗全传》四卷,基本上是按照这个故事传说演化而成的。除了《斬鬼傳》另有《平鬼傳》。

## 各回标题
第一回 金銮殿求荣得祸 酆都府舍鬼谈人
第二回 诉根由两神共愤逞豪强三鬼齐诌
第三回 含司马计救赛西施 负先锋箭射涎脸鬼
第四回 因龌龊同心访奇士 为仔细彼此结冤家
第五回 忘父仇偏成莫逆 求官位反失家私
第六回 诓骗人反被人抠掏 丢谎鬼却教鬼偷尸
第七回 对芳樽两人赏明月 献美酒五鬼闹钟馗
第八回 悟空庵懒诛黑眼鬼 烟花寨智请白眉神
第九回 喜好色潜移三地 爱贪杯谬引神仙
第十回 妖气净楞睁归地狱 功行满钟老上天堂